# داني غرين (لاعب كرة قدم)
داني غرين (بالإنجليزية: Danny Green)‏ (9 يوليو 1988 بهارلو في المملكة المتحدة - ) هو لاعب كرة قدم بريطاني في مركز جناح ‏. لعب مع تشارلتون أثلتيك وميلتون كينز دونز ونادي لوتون تاون ونوتينغهام فورست وبيشوب ستورتفورد وداغنهام وريدبريدج.

## وصلات خارجية
- داني غرين على موقع قاعدة بيانات كرة القدم.إي يو (الإنجليزية)
- داني غرين على موقع Soccerbase.com (لاعب) (الإنجليزية)
- داني غرين على موقع Soccerway.com (الإنجليزية)